# 李福善
李福善，大紫荊勳賢[?]（1922年4月19日—2013年2月26日），香港資深法官，1984年至1987年成為首位擔任最高法院上訴庭副庭長的華人，退休後於1996年曾表態參選第一屆香港特別行政區行政長官選舉，但旋因提名不足而被淘汰。
李福善是香港望族李佩材家族的成員，他於1953年加入香港政府擔任檢察官，嗣後於1957年出任裁判司、1962年出任高級檢察官、以及在1964年任地方法院法官。在1971年，他成為首位出任最高法院副按察司的華人，後於1976年升任原訟庭按察司，至1980年出任上訴庭按察司。在上訴庭副庭長任內，他也成為首位署任首席按察司的華人。
李福善在1984年開始參與香港前途問題的工作，他在1984年擔任港府民意審核專員辦事處特派監察團成員、1985年至1990年任中方的香港基本法起草委員會委員兼委員會轄下的香港特區居民基本權利和義務專題小組召集人、1992年再受任港事顧問、1993年至1995年任香港特別區籌備委員會預備工作委員會副主任委員兼法律專題小組港方召集人、以及在1996年至1997年出任香港特區籌備委員會副主任。
李福善在1996年繼董建華、吳光正和楊鐵樑爵士等人表態競逐第一屆香港特區行政長官選舉，但他最終只得43個提名，低於提名門檻的50個提名，未能成為正式候選人，而董建華到最後則當選成為首屆特區行政長官。為表揚他對香港司法界和籌備特區方面的表現，李福善在1997年特區成立後，即成為首批獲特區政府頒授大紫荊勳章的人士之一。

## 生平

### 早年生涯
李福善祖籍廣東鶴山，1922年4月19日生於香港，是香港望族李佩材家族的成員，其祖父李佩材是本地殷商，在19世紀透過從事食米進口、船運和地產等業務致富。李福善是父親李冠春（又名李作元）和繼室李譚黛卿所出。李冠春為實業家和銀行家，1918年參與創辦東亞銀行，為該行早期發展奠下基礎。李福善在家中五兄弟排行第三，另有七名胞姊妹，他的兄長李福樹是會計師出身，嘗任行政立法兩局非官守議員；四弟李福慶是海事工程師出身；五弟李福兆則曾任香港聯合交易所主席。
李福善幼時在家中隨老師學習中文，1930年起學習英文，1933年進入私塾接受傳統教育。在1937年，他升讀英皇書院，1941年畢業後升讀香港大學，但未幾因太平洋戰爭爆發和香港淪陷而停學後，他起初隨一名華仁書院的外籍神父學習拉丁文，其後又向一位法國女修士學習法文半年。李福善在1942年轉入中國大陸，於國立廣西大學繼續學業（就讀一年級），1945年至1946年間曾於重慶以陸軍上尉身份服役於國民政府軍事委員會。二戰結束後，李福善曾找私人老師進修英文、拉丁文和法文，其後於1946年取道新加坡乘坐不列顛號輪船前赴英國深造，同行者包括李光耀和余叔韶等人。他於1950年從倫敦大學大學學院取得法學士學位畢業（由一年級起修讀），翌年1月又從林肯律師學院考取執業大律師資格。他後來於1990年當選為倫敦大學大學學院院士。

### 司法生涯

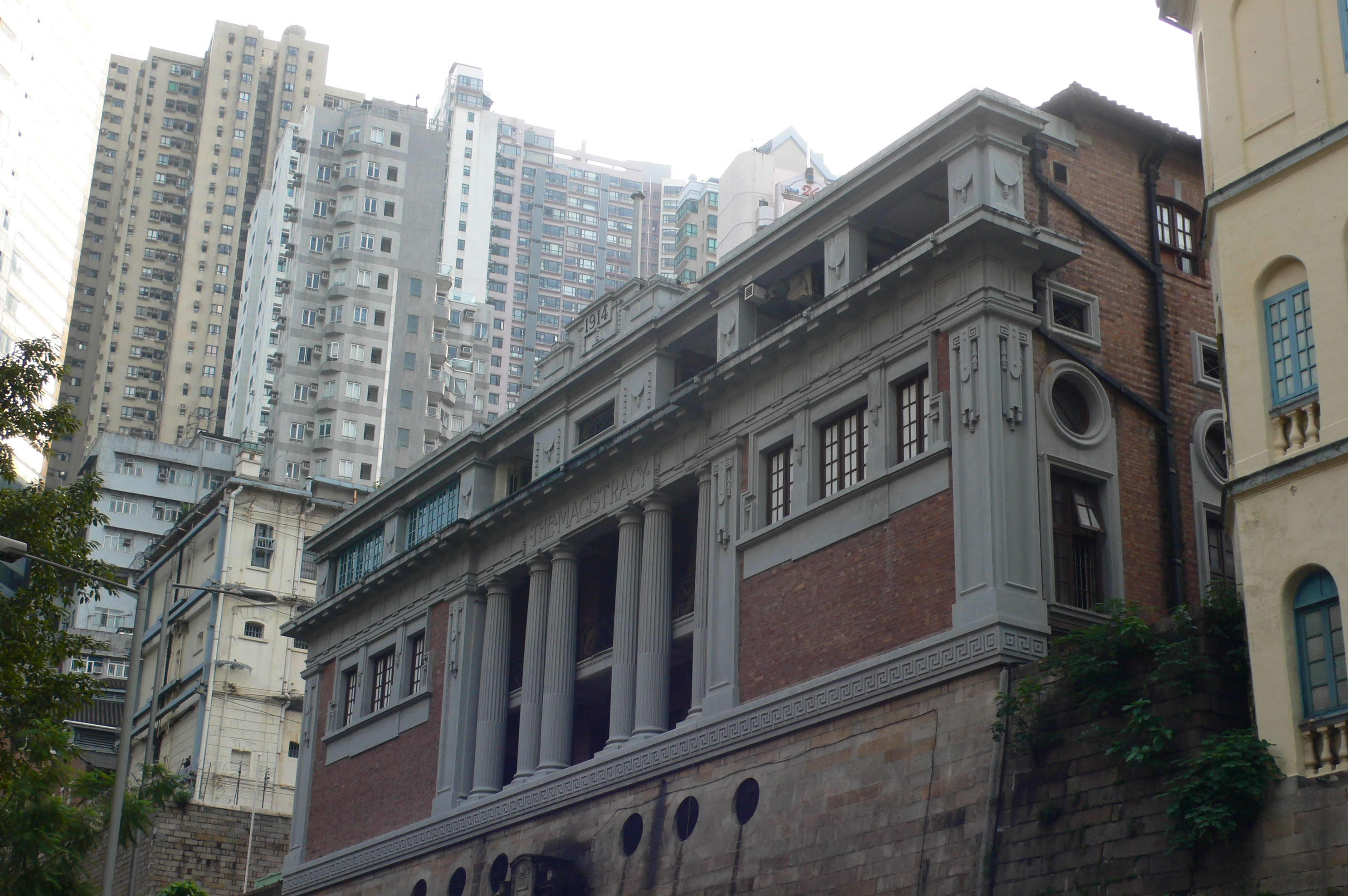
李福善在1957年至1960年間於中央裁判司署任職裁判司

在英國考取執業大律師資格後，李福善在英格蘭及威爾斯高等法院大法官法庭辦事處實習，至1952年底返回香港。當時香港政府律政司署首位華人檢察官余叔韶辭職，剛好返港的李福善就在1953年1月獲得聘任填補余叔韶的遺缺。李福善曾在1957年調任中央裁判司署任職裁判司，1960年返回律政司署出任署理主任檢察官，任內於1961年至1962年獲港府補送往英國深造，返港後即於1962年4月升任高級檢察官，至1963年再任署理主任檢察官。
在1964年4月，李福善獲司法部委任為九龍地方法院助理法官，成為香港開埠以來首位獲委任為地方法院法官的華人，至1966年又正式實任九龍地方法院法官。在任內，他多次署任最高法院按察司，且提倡港府保留笞刑，在日常工作以外還高調爭取本地公務員應該與外籍公務員獲得「同工同酬」的待遇。在六七暴動期間，李福善曾引用緊急法例賦予的權力，重判一名收藏14枚土製炸彈的左派份子入獄10年。
在1971年9月，李福善獲進一步委任為最高法院副按察司，在1975年楊鐵樑（後為爵士）獲委任為最高法院按察司前，他更是最高法院內唯一一位華籍法官。1975年1月，港府宣佈設立一個調查委員會，就香港電話公司提出大幅加價，以及就輿論批評電話公司內部經營不善等問題展開獨立調查。外界在2月初一度傳聞李福善將會出任調查委員會主席，但最終由最高法院前任高級副按察司百里渠爵士擔任。此後，李福善在1976年升任原訟庭按察司，1980年4月復獲擢升為上訴庭按察司，1984年9月再按資歷出任上訴庭副庭長，成為香港司法界當中任職最高級別法官的華人，任內也成為首位署任首席按察司的華人。李福善在1987年從司法界退休後，上訴庭副庭長一職才改由楊鐵樑接替。
李福善從司法界退休後，旋於1987年加入祖父參與創辦的東亞銀行擔任董事，一直到2006年才告退任；另外又在1990年至1994年間出任保險索償投訴局轄下的保險索償投訴委員會主席、以及擔任過孤寡撫恤金計劃管理委員會主席和英皇書院同學會學校有限公司董事等職。在一眾公職以外，李福善也參與一些慈善工作，當中包括出任扶康會會長和副會長、香港復康會會員、祁良神父教育基金董事和香港童軍總會名譽會長等職。李福善多年來還支持香港中文大學的發展，歷年來多次捐助中文大學，並先後成立李冠春先生紀念基金和李福善博士及李楊延茵女士基金，中文大學的李福善海洋科學研究中心和研究中心所在的李福善樓，即以李福善本人命名。

### 香港前途

#### 民審處監察員
在1982年，英國政府與中國政府就香港前途問題展開談判，並在1984年9月26日草簽《中英聯合聲明》，初步確認香港主權在1997年由英國移交中國。在1984年7月，港府委任署理民政司麥法誠（Ian Macpherson）為民意審核專員，負責率先設立一個民意審核專員辦事處，評估香港市民對中英兩國協議的反應。為增強民意審核專員辦事處的客觀性，港府又在同年8月委任新近任命為上訴庭副庭長的李福善，聯同已從英政府退休的衛生及社會保障部前任常務次官黎義廉爵士（Sir Patrick Nairne）出任民意審核專員辦事處的特派監察團成員，負責監察民審處的運作，確保民審處能有效地和客觀地就中英兩國協議徵集香港市民的意見。
由1984年9月底至11月間，民審處火速展開徵集民意的工作，並在短短三個月內收到3,557份意見書。期間，李福善和黎義廉也走訪香港各區聽取民意，又到立法局出席有關《中英聯合聲明》的辯論，了解局內議員的立場。在11月29日，民審處在英國倫敦和香港兩地同步正式發表《民審處報告書》，指出大部份香港市民大致上接受中英協議；至於在一併發表的《監察小組報告書》當中，李福善和黎義廉認為民審處大致上已遁公正的方法切實執行其職責，結論英政府與港府可採納民審處的報告。
《民審處報告書》為《中英聯合聲明》的正式簽署鋪路，在1984年12月19日，英國首相戴卓爾夫人與中國總理趙紫陽在北京人民大會堂正式簽署《中英聯合聲明》，至此香港前途遂告塵埃落定。不過，對於民審處是否能夠真正確實反映香港市民的民意，外界抱有不同的看法。民審處展開民意收集的過程期間，立法局非官守議員王霖就質疑民審處並無實際作用，也不能真正反映民意，徒然浪費金錢；《聯合聲明》簽署後進行的一項民意調查也顯示，只有百分之16受訪者對《聯合聲明》感到放心，百分之76受訪者持保留態度，另有三成受訪者認為《聯合聲明》提出的「一國兩制」概念行不通，反映不少香港市民對中英協議仍然抱有懷疑。

#### 籌備特區成立
《中英聯合聲明》簽署後，中方立即著手準備草擬一份《香港基本法》，作為1997年以後適用於香港的憲制性文件。在1985年4月，中方設立香港基本法起草委員會，挑選中港各界人士參與起草《基本法》的工作，在法律界內地位深重的李福善即獲中方任命為起草委員會委員之一，並兼任委員會轄下的香港特別行政區居民基本權利和義務專題小組召集人，負責深入研究香港居民在1997年以後所享有的權利和義務。在李福善主持下，專題小組分別在1987年4月和8月兩次發表工作報告，對起草委員會草擬《基本法》內涉及香港居民權利和義務方面的條文起一定的影響。1989年北京發生六四事件後，李福善未有辭任起草委員會委員，最終在1990年完成參與《基本法》的起草工作，《香港基本法》復於同年4月4日獲第七屆全國人民代表大會三次會議正式通過。
自1987年退任上訴庭副庭長後，李福善進一步投身中方關於香港特區的籌備工作，完成《香港基本法》的起草工作後，他繼而在1992年獲中方委任為第一批44名港事顧問之一。在1992年，英方派駐的末任香港總督彭定康履新，並提出大幅度的政改方案，使中英雙方關係陷入新一輪的低潮。在這種背景下，中方在1993年7月宣佈設立香港特別行政區籌備委員會預備工作委員會，由57名委員組成，其中香港代表佔30名、內地代表佔27名，負責為香港主權移交做好準備工作。預委會成立後，李福善即獲委任為其中一名副主任委員，並兼任預委會法律專題小組的港方召集人，而專題小組的中方召集人則由邵天任擔任。在1996年1月，中方正式設立香港特別行政區籌備委員會，以取代在1995年12月解散的預委會，李福善遂過渡到籌委會出任其中一名副主任，為香港特別行政區在1997年正式成立作最後準備。

#### 首屆特首選舉
早在1994年9月，香港親中報章《鏡報》曾在一篇報導中引述前任全國人大常委會委員長萬里表示，北京收到若干香港特別行政區行政長官的提名，當中包括兩局前任首席非官守議員鍾士元爵士、港府前高官陳祖澤、會德豐主席吳光正和測量師出身的梁振英等，而李福善在報導中也榜上有名。不過，人大常委在1995年12月公佈籌委會成員名單後，外界立即把焦點投放到獲起用為籌委會副主任的董建華身上。翌年1月，籌委會在北京舉行首次全體大會，席間中共中央總書記、國家主席江澤民高調與董建華握手寒暄，使董建華一時間成為了香港特區首任行政長官的「大熱」人選。
雖然如此，李福善未有放棄參選香港行政長官的念頭。在1996年8月，董建華正式表態宣佈競逐首屆行政長官選舉，並在9月開始挑選鍾士元、范徐麗泰、陳永棋、李業廣和鄔維庸等甚具份量的親中人士助選。繼董建華後，已辭任會德豐主席的吳光正和最高法院首席大法官楊鐵樑爵士相繼表態參選行政長官選舉，但助選陣容均不及前者。李福善待三人表態後才宣佈加入行政長官選舉的選戰，除了是最後一位表態參選的知名人士，也是最年長的一位。外界傳言則指，前兩局議員羅德丞在八十年代轉投中方陣營後，曾有意角逐行政長官一職，但他後來得悉自己無法獲得中方祝福後，遂游說好友李福善參選，寄望日後能維持在政壇的影響力。
在競選中，李福善表態支持特區設立臨時立法會，並提出強化公眾安全以維持香港社會的繁榮和穩定，希望爭取支持。在自己出版的競選小冊子當中，他透露在1946年的時候，港府曾承諾補送他到英國深造，但卻沒有為他安排入學手續，結果遲了一年入學，讓他首先感到當時殖民地政府對華人的歧視。他又認為在司法部任職期間，自己的假期比外籍同事少，出外旅行時也不像返回家鄉的外籍同事一樣獲發旅費津貼，使他進一步感到殖民地政府的歧視。

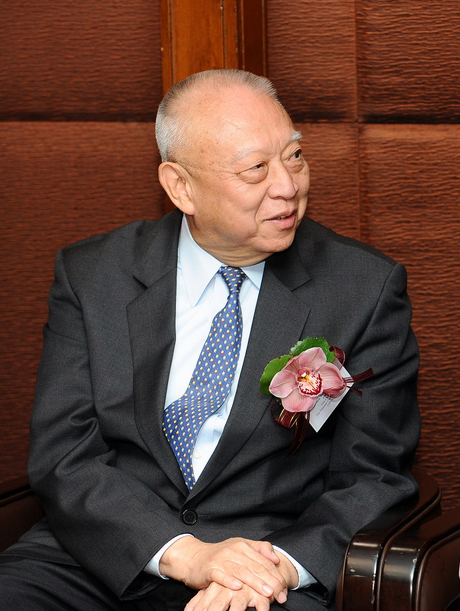
董建華在1996年香港特區行政長官選舉中勝出

第一屆香港特區行政長官是由一個由400人組成、得到中方認可的推選委員會選出，廣大的香港居民沒有投票資格。在1996年11月15日，推選委員會在香港會議展覽中心舉行第一次大會，進行行政長官提名選舉。任何有意角逐首屆行政長官席位的人士，都須要獲得最少50名推選委員會委員提名，才可成為正式候選人。結果，以「大熱」姿態參選的董建華獲得206個提名高票當選正式候選人，而楊鐵樑和吳光正也分別獲得82個提名和54個提名順利當選；不過，李福善最終只獲得43個提名，未能成為正式候選人，參與角逐正式選舉。同年12月11日，董建華再於正式選舉中奪得320票，最終當選為香港特別行政區首屆行政長官。事隔10年後，李福善在2006年接受傳媒訪問時透露，到競選後期才知道董建華一直是中央的心儀人選，但對於當年被指「陪跑」仍表示「願賭服輸」。
儘管李福善無緣出任特區首任行政長官，但香港主權在1997年7月1日正式移交中國後，特區政府為肯定他在籌備特區方面的表現，即於特區成後立的7月2日向他和另外11位人士頒授大紫荊勳章，是為特區政府所能頒授的最高級榮譽。頒授儀式在前總督府舉行，並在中國副總理兼外交部長錢其琛見證下由新當選行政長官的董建華主持授勳。早已在1986年獲香港中文大學頒授榮譽法學博士學位的李福善，也在2002年再一次獲中文大學選為首批榮譽院士之一，以肯定他在香港司法界和籌備特區等各方面的貢獻。
早自參與香港基本法起草委員會工作的時候，李福善還開始積極動員家人捐助家鄉鶴山的發展。多年來，他曾捐助520萬港元興建鶴山一中石朋樓和紀元中學李冠春樓等教學設施；另外又捐出100萬港元資助修築古勞路堤、105萬港元捐建雙合鎮的福善中心學校、以及捐出55萬港元資助鶴山市慈善會、鶴山市福利院等社會福利機構。在2006年到鶴山訪問時，李福善在妻子陪同下獲得當地領導歡迎和招待，在訪問福善中心學校期間，他還即時捐出50萬港元為學校興建一座新的教師宿舍。

### 晚年生涯
香港特別行政區成立後，李福善在香港過著低調的退休生活，但在2004年曾高調支持當時的保護維多利亞港運動，他除了參加保護海港協會發起反對在維多利亞港進一步填海的活動外，還捐出數十萬港元支持協會的工作。在2012年，李福善開始受呼吸疾病困擾，病情反覆，終告於2013年2月26日晚在養和醫院因支氣管炎和肺部感染併發心臟衰竭逝世，終年90歲，死時家人陪伴在側。對於李福善的逝世，時任行政長官梁振英在3月8日發出聲明表達深切哀悼，並讚揚他「對推動社會發展有卓越貢獻」。
李福善身後，家屬於3月7日為他在香港殯儀館舉行低調的家祭和出殯儀式，並在4月27日上午10時於中環堅道的天主教聖母無原罪主教座堂舉行追思彌撒。追思彌撒當日，出席者除了計有李福兆、李國寶爵士和李國章等家族成員外，還包括三任行政長官董建華、曾蔭權和梁振英，以及法律界的馬道立、包致金、梁愛詩、余若薇及吳靄儀和前政務司司長陳方安生等人。全國人大常委會委員長、中央港澳工作協調小組組長張德江、國家副主席、中央港澳工作協調小組副組長李源潮和國務院副總理劉延東等多名中央領導均對李福善去世表示哀悼，全國人大常委會香港基本法委員會、國務院港澳辦和中聯辦也分別在追思會上致送花圈。

## 個人生活
李福善信奉羅馬天主教，1946年娶楊延茵（Marie Veronica Lillian Yang）為妻，婚後兩人育有四子一女，分別名李國昌、李志喜、李國威、李國仕和李國彥；其中女兒李志喜是御用大律師和資深大律師，1995年至1997年任香港大律師公會主席，也曾任屬於泛民主派的四十五條關注組成員，後來加入公民黨，與父親親中方的立場迥異，但據了解父女關係良好。李福善生前的興趣包括遠足和游泳，他生前是皇家英聯邦學會、香港鄉村俱樂部、中華遊樂會、香港木球會、懲教署官員會所和香港會的會員，並曾於1995年至1996年出任香港會會長。此外，他也是香港賽馬會的會員，嘗任賽馬會的名譽董事和名譽遴選會員，名下馬匹包括快勝多、快利多、快勁多和快好多等。
在1970年12月4日凌晨，李福善位於香港島渣甸山白建時道55號樓高兩層的寓所發生離奇失竊案，家中大批財物在入夜後遭匪徒入屋搜掠。經點算後，被盜財物共約90件，計有鑽石戒指、鑽石胸針、名貴手錶、鑽石耳環、玉器、鑽石項鍊、鑽石和藍寶石等，總值逾百萬港元。案件隨後由警務處灣仔警署偵緝部接手調查，雖然李福善和警方後來方別懸紅五萬港元，希望偵破案件和起回失物，但一直都沒有人被捕歸案，被盜財物始終也下落不明。

## 部份著作
- 李福善、黎義廉爵士合著，《民意審核專員辦事處特派監察團報告書》。香港：政府印務局，1984年。
  - （英文版：Li, Fook-sean, and, Nairne, Sir Patrick, Report of the Assessment Office: Report of the Independent Monitoring Team. Hong Kong: Government Printer, 1984.）
- 李福善著，《李福善競選香港特區首任行政長官：參選宣言、治港理念、個人簡介》。香港：李福善，1996年。

## 榮譽

### 殊勳^
- 太平紳士（J.P.） （官守，1953年3月2日[59]）
- 大紫荊勳章（G.B.M.） （1997年7月2日[45]）

### 榮譽學位
- 榮譽法學博士[5]
  - 香港中文大學（1986年）
- 榮譽院士[5]
  - 香港中文大學（2002年）

### 以他命名的事物
- 李福善博士及李楊延茵女士基金：由李福善捐助香港中文大學的一個基金。[21]
- 李福善海洋科學研究中心：位於香港中文大學，於1970年設立，原稱海洋科學研究中心，2002年冠名上李福善的名字，研究中心所在的大樓同時被命名為李福善樓。[22]
- 李福善法律學講座教授：設於香港中文大學法律學院之教席。[60]
- 福善中心學校：位於中國鶴山市雙合鎮，由李福善捐建。[48]

## 注腳
1. ↑  楊德昭訃聞. 華僑日報. 1983-09-20. 第一張第四頁.
2. 1 2 3 4  〈李福善按察司讚辭〉（1986年）
3. 1 2 3 4  Sinclair (1984), p.234.
4. 1 2  〈四大望族李家縱橫政商界〉（2011年11月11日）
5. 1 2 3 4 5 6 7 8 9 10 11 12 13 14 15 16  "LI, Simon Fook Sean" (2011)
6. ↑  〈訃聞〉（1966年5月24日）
7. ↑  〈李氏家族地位顯赫〉（2006年3月3日）
8. 1 2 3 4 5 6 7  李福善（1996年）
9. 1 2 3   (PDF). 英皇書院同學會. 1999-01  [2021-11-27]. （原始内容存档 (PDF)于2017-03-22）.
10. 1 2 3  〈李福善簡介〉（1984年8月21日）
11. ↑  "Lee Kuan Yew arrives in Liverpool, 1946" (30 March 2015)
12. 1 2  〈余叔韶復執律師業，李福善接任檢察官〉（1952年12月30日）
13. 1 2  〈李福善大律師膺任九龍地院助理法官，為華人任此職之第一人〉（1964年4月28日）
14. 1 2  〈李福善李安瀾受任副按察司〉（1971年9月2日）
15. ↑  〈西區街坊會贊揚李福善法官判罪犯笞刑〉（1969年11月28日）
16. ↑  〈爭取同工同酬〉（1964年6月25日）
17. ↑  〈馬閃排村炸彈機關搜出十四顆土炸彈，李福善法官引用緊急法例權力重判溫錦洪入獄十年〉（1967年9月20日）
18. ↑  〈大律師公會支持李福善法官，抨擊港府歧視法官同樣工作不同待遇〉（1973年10月24日）
19. 1 2  〈電話業務調查委員會明公佈，傳李福善任主席、陳立僑將任委員〉（1975年2月6日）
20. 1 2 3 4  Moy (2012)
21. 1 2 3 4  〈大紫荊勳賢李福善博士〉（2002年5月6日）
22. 1 2  〈李福善海洋科學研究中心及李福善樓命名典禮〉（2003年12月4日），頁1。
23. ↑  鍾士元爵士（2001年），頁87。
24. ↑  〈港府昨委出麥法誠任民意評估處首長〉（1984年7月21日）
25. ↑  鍾士元爵士（2001年），頁90。
26. ↑  〈英外交部昨宣佈委任李福善黎義廉兩人為民意監察團團員〉（1984年8月21日）
27. 1 2  〈監察成員李福善談小組未來工作〉（1984年8月22日）
28. 1 2  〈民意審核製成報告，明日港英同時公佈〉（1984年11月28日）
29. 1 2  〈黎義廉及李福善立法局席上旁聽〉（1984年10月16日）
30. 1 2  〈民意審核報告如此說：大部份港人接受協議，但憂慮能否貫徹執行〉（1984年11月30日）
31. ↑  鍾士元爵士（2001年），頁94。
32. 1 2  〈霧裡看花〉（1996年7月21日）
33. 1 2 3  鍾士元爵士（2001年），頁120至122。
34. ↑  鍾士元爵士（2001年），頁150至151。
35. ↑  鍾士元爵士（2001年），頁162至163。
36. ↑  鍾士元爵士（2001年），頁163至164。
37. ↑  鍾士元爵士（2001年），頁193。
38. ↑  鍾士元爵士（2001年），頁182至183。
39. 1 2  鍾士元爵士（2001年），頁193至194。
40. 1 2 3 4 5 6  鍾士元爵士（2001年），頁195。
41. 1 2 3  鍾士元爵士（2001年），頁194至195。
42. ↑  〈羅德丞病逝終年71歲，港過渡期政壇紅人，首屆特首熱門人選〉（2006年12月12日）
43. ↑  Carroll (2011), p.203.
44. ↑  〈與董建華爭做首屆特首，落選悔信錯人〉（2013年2月28日）
45. 1 2 3  鍾士元爵士（2001年），頁217。
46. ↑  〈第一屆榮譽院士頒授典禮〉（2002年5月19日），頁2。
47. 1 2 3  〈旅港邑賢李福善伉儷回鄉〉（2008年7月9日）
48. 1 2  〈李福善先生回雙合鎮福善中心學校視察〉（2006年2月20日）
49. 1 2 3  〈東亞銀行後人，港首位華人法官，91歲李福善肺感染病逝〉（2013年2月28日）
50. 1 2  〈李福善追思會，捐賻儀反填海〉（2013年3月9日）
51. ↑  〈行政長官哀悼李福善逝世〉（2013年3月8日）
52. ↑  〈李福善出殯將有追思會〉（2013年3月8日）
53. ↑  〈追思李福善，女︰他最緊張司法獨立〉（2013年4月28日）
54. ↑  〈李福善追思會，歷任特首出席〉（2013年4月28日）
55. ↑  〈快勁多 VIGOROSO(T191) （页面存档备份，存于）〉，《東方馬經》，造訪於2013年3月9日。
56. 1 2  〈李福善法官私邸鉅竊案，點算被竊珍飾總值百萬港元〉（1970年12月8日）
57. ↑  〈李福善法官寓所內失竊，警方懸紅五萬徵求線索〉（1970年12月31日）
58. ↑  〈李福善法官登報懸賞五萬元尋百萬珠寶〉（1970年12月31日）
59. ↑  Civil and Miscellaneous Lists, Hong Kong Government (1973), p.86.
60. ↑  〈新任學院院長〉（2008年8月19日）

### 中文資料
- 〈余叔韶復執律師業，李福善接任檢察官〉，《華僑日報》第二張第二頁，1952年12月30日。
- 〈李福善大律師膺任九龍地院助理法官，為華人任此職之第一人〉，《華僑日報》第二張第二頁，1964年4月28日。
- 〈爭取同工同酬〉，《華僑日報》第二張第一頁，1964年6月25日。
- 〈訃聞〉，《工商日報》第三頁，1966年5月24日。
- 〈馬閃排村炸彈機關搜出十四顆土炸彈，李福善法官引用緊急法例權力重判溫錦洪入獄十年〉，《華僑日報》第一張第四頁，1967年9月20日。
- 〈西區街坊會贊揚李福善法官判罪犯笞刑〉，《華僑日報》第二張第四頁，1969年11月28日。
- 〈李福善法官私邸鉅竊案，點算被竊珍飾總值百萬港元〉，《工商日報》第四頁，1970年12月8日。
- 〈李福善法官寓所內失竊，警方懸紅五萬徵求線索〉，《華僑日報》第一張第四頁，1970年12月31日。
- 〈李福善法官登報懸賞五萬元尋百萬珠寶〉，《工商日報》第四頁，1970年12月31日。
- 〈李福善李安瀾受任副按察司〉，《華僑日報》第三張第三頁，1971年9月2日。
- 〈大律師公會支持李福善法官，抨擊港府歧視法官同樣工作不同待遇〉，《工商日報》第七頁，1973年10月24日。
- 〈電話業務調查委員會明公佈，傳李福善任主席、陳立僑將任委員〉，《工商日報》第一頁，1975年2月6日。
- 〈港府昨委出麥法誠任民意評估處首長〉，《大公報》第四版，1984年7月21日。
- 〈英外交部昨宣佈委任李福善黎義廉兩人為民意監察團團員〉，《工商日報》第一頁，1984年8月21日。
- 〈李福善簡介〉，《工商日報》第一頁，1984年8月21日。
- 〈監察成員李福善談小組未來工作〉，《大公報》第四版，1984年8月22日。
- 〈黎義廉及李福善立法局席上旁聽〉，《工商日報》第一頁，1984年10月16日。
- 〈民意審核制成報告，明日港英同時公佈〉，《華僑日報》第一張第一頁，1984年11月28日。
- 〈民意審核報告如此說：大部份港人接受協議，但憂慮能否貫徹執行〉，《工商日報》第一頁，1984年11月30日。
- 〈李福善按察司讚辭 （页面存档备份，存于）〉，《中文大學校刊》一九八六年第四期。香港：香港中文大學，1986年。
- 蔡貞停編導，〈霧裡看花〉，《鏗鏘集》。香港：香港電台，1996年7月21日。
- 李福善著，《李福善競選香港特區首任行政長官：參選宣言、治港理念、個人簡介》。香港：1996年。
- 鍾士元爵士著，《香港回歸歷程－鍾士元回憶錄》。香港：中文大學出版社，2001年。
- 〈大紫荊勳賢李福善博士 （页面存档备份，存于）〉，《新聞發報》。香港：香港中文大學，2002年5月6日。
- 〈第一屆榮譽院士頒授典禮 （页面存档备份，存于）〉，《中大通訊》第203期。香港：香港中文大學，2002年5月19日。
- 〈李福善海洋科學研究中心及李福善樓命名典禮 （页面存档备份，存于）〉，《中大通訊》第231期。香港：香港中文大學，2003年12月4日。
- 〈李福善先生回雙合鎮福善中心學校視察〉，《雙合動態》。廣州：鶴山·雙合人民政府訊息網，2006年2月20日。
- 〈李氏家族地位顯赫 （页面存档备份，存于）〉，《蘋果日報》，2006年3月3日。
- 〈羅德丞病逝終年71歲，港過渡期政壇紅人，首屆特首熱門人選 （页面存档备份，存于）〉，《蘋果日報》，2006年12月12日。
- 〈旅港邑賢李福善伉儷回鄉〉，《僑務快訊》。廣州：鶴山市外事僑務局，2008年7月9日。
- 〈新任學院院長 （页面存档备份，存于）〉，《中大通訊》第321期。香港：香港中文大學，2008年8月19日。
- 〈四大望族李家縱橫政商界〉，《明報》港聞A04，2011年11月11日。
- 〈東亞銀行後人，港首位華人法官，91歲李福善肺感染病逝 （页面存档备份，存于）〉，《蘋果日報》，2013年2月28日。
- 〈與董建華爭做首屆特首，落選悔信錯人 （页面存档备份，存于）〉，《蘋果日報》，2013年2月28日。
- 〈李福善出殯將有追思會 （页面存档备份，存于）〉，《蘋果日報》，2013年3月8日。
- 〈行政長官哀悼李福善逝世 （页面存档备份，存于）〉，《新聞公報》。香港：香港特別行政區政府，2013年3月8日。
- 〈李福善追思會，捐賻儀反填海 （页面存档备份，存于）〉，《蘋果日報》，2013年3月9日。
- 〈李福善追思會，歷任特首出席 （页面存档备份，存于）〉，《文匯報》，2013年4月28日。
- 〈追思李福善，女︰他最緊張司法獨立 （页面存档备份，存于）〉，《蘋果日報》，2013年4月28日。

### 英文資料
- Civil and Miscellaneous Lists, Hong Kong Government. Hong Kong: Government Printer, 1973.
- Sinclair, Kevin, Who's who in Hongkong. Hong Kong: Database Pub., 1984.
- Carroll, John M., A Concise History of Hong Kong. Hong Kong: Hong Kong University Press, 2011.
- "LI, Simon Fook Sean", Who's Who. London: A & C Black, 2011.
- Moy, Patsy, "Obituary: Simon Li, the trailblazing judge who took on Tung Chee-hwa （页面存档备份，存于）", The South China Morning Post, 28 February, 2013.
- "Lee Kuan Yew arrives in Liverpool, 1946 （页面存档备份，存于）", Webb-site Reports, 30 March 2015.

## 外部連結
- 香港基本法起草委員會香港特別行政區居民基本權利和義務專題小組的相關文件 （页面存档备份，存于），香港大學香港基本法草擬過程資料庫
- 高院首位華人法官李福善病逝，主場新聞（2013年2月28日）
- 李福善談歧視 （页面存档备份，存于），新聞檔案（2013年3月22日）

| 司法职务        | 司法职务                                | 司法职务        |
| --------------- | --------------------------------------- | --------------- |
| 前任者： 李安瀾 | 香港最高法院上訴庭副庭長 1984年－1987年 | 繼任者： 楊鐵樑 |